# Rhagomys rufescens
Rhagomys rufescens (Thomas, 1886) è un roditore della famiglia dei Cricetidi endemico del Brasile.

## Descrizione

### Dimensioni
Roditore di piccole dimensioni, con la lunghezza della testa e del corpo tra 75 e 94 mm, la lunghezza della coda tra 93 e 112 mm, la lunghezza del piede tra 19 e 20 mm, la lunghezza delle orecchie tra 12 e 15 mm e un peso fino a 32 g.

### Aspetto
La pelliccia è soffice e liscia. Le parti dorsali sono rossastre brillanti, mentre quelle ventrali sono grigio-rossastre. I piedi sono corti e larghi, provvisti di un alluce corto. Le piante sono fornite di cuscinetti carnosi grandi e ben sviluppati. La coda è leggermente più corta della testa e del corpo, è uniformemente brunastra, ricoperta di piccole scaglie e di piccoli peli nerastri che diventa gradualmente più lunghi verso l'estremità dove è presente un piccolo ciuffo. Il cariotipo è 2n=36 FN=50.

## Biologia

### Comportamento
È una specie molto probabilmente arboricola sebbene alcuni individui siano stati catturati sul terreno.

### Alimentazione
Si nutre di insetti, particolarmente di formiche.

## Distribuzione e habitat
Questa specie è diffuso negli stati brasiliani sud-orientali di Espírito Santo, Minas Gerais, Rio de Janeiro, Santa Catarina e San Paolo.
Vive nelle foreste atlantiche fino a 650 metri di altitudine.

## Conservazione
La IUCN Red List, considerato che il suo habitat è frammentato e soggetto a deforestazione e nonostante il proprio areale sia superiore a 20.000 km², classifica R.rufescens come specie prossima alla minaccia (NT).